# Edwin Vásquez
Edwin Vásquez Cam (* 28. Juli 1922 in Lobitos, Region Piura; † 9. März 1993 in Lima) war ein peruanischer Sportschütze. Er gewann die einzige olympische Goldmedaille für Peru (Stand 2016).
Vásquez war bei den Bolivar-Spielen 1948 Zweiter geworden. Bei den Olympischen Spielen 1948 in London erzielte er im Wettkampf mit der Freien Pistole 545 Ringe und hatte damit sechs Ringe Vorsprung auf den Schweizer Rudolf Schnyder, den schwedischen Weltrekordler Torsten Ullman und den US-Amerikaner Huelet Benner, die nach dem Stechen in dieser Reihenfolge die Plätze belegten. Vásquez war damit der erste peruanische Medaillengewinner bei Olympischen Spielen. Nach seiner Heimkehr erhielt der Ingenieur eine feste Stelle im peruanischen Innenministerium als Belohnung.
Vásquez trat nur 1948 bei Olympischen Spielen an. Als Sportschütze blieb er aber weiter aktiv. 1951 gewann er bei den ersten Panamerikanischen Spielen und 1968 war er Südamerikameister.
Erst 1984 in Los Angeles gewann ein weiterer Peruaner eine olympische Medaille: Mit Francisco Boza im Trap war es erneut ein Sportschütze.